# Броненосні крейсери типу «Піза»
Броненосні крейсери типу «Піза» (італ. Classe Pisa) — серія броненосних крейсерів Королівських ВМС Італії початку XX століття.

## Історія створення
Після 1900 року тактико-технічні характеристики крейсерів типу «Джузеппе Гарібальді» та їх попередників вже вважались недостатніми, тому виникла потреба розробити проєкт нового крейсера.
Італійський інженер Джузеппе Орландо на базі броненосців типу «Реджина Елена» розробив проєкт крейсера з покращеною морехідністю та потужним озброєнням.
Роботи розпочались у 1904 році, а вже у 1905 році були закладені два кораблі: «Піза» та «Амальфі». 
У 1907 році був закладений 3 корабель серії, який отримав назву «Дженова» (італ. Genova). Але у 1909 році, коли корабель був ще на стапелі, його викупив грецький комерсант та меценат Георгіос Авероф, внісши як завдаток третину вартості корабля зі своїх власних коштів та подарував його уряду Греції. На знак пошани корабель отримав його ім'я: «Георгіос Авероф». 
Від італійських кораблів грецький крейсер відрізнявся озброєнням та бронюванням.

## Представники
| Назва                              | Верф                                        | Закладений          | Спущений на воду     | Вступив у стрій     | Доля                               |
| ВМС Італії                         | ВМС Італії                                  | ВМС Італії          | ВМС Італії           | ВМС Італії          | ВМС Італії                         |
| ---------------------------------- | ------------------------------------------- | ------------------- | -------------------- | ------------------- | ---------------------------------- |
| Піза Pisa                          | «Cantiere navale fratelli Orlando», Ліворно | 20 лютого 1905 року | 15 вересня 1907 року | 1 вересня 1909 року | зданий на злам 28 квітня 1937 року |
| Амальфі Amalfi                     | «Cantieri navali Odero», Генуя              | 24 липня 1905 року  | 5 травня 1908 року   | 1 вересня 1909 року | потоплений 7 липня 1915 року       |
| ВМС Греції                         |                                             |                     |                      |                     |                                    |
| Георгіос Авероф ΠΝ Γεώργιος Αβέρωφ | «Cantiere navale fratelli Orlando», Ліворно | 1907 рік            | 12 травня 1910 року  | 16 травня 1911 року | корабель-музей з 1984 року         |

## Конструкція

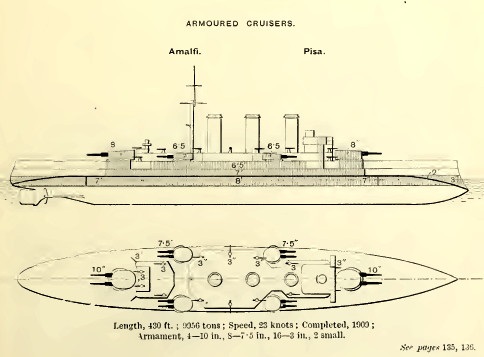
Схема крейсера типу «Піза»

Корпус крейсерів повторював корпус броненосця-прототипу, але 254-мм гармати головного калібру розташовувались у баштах не по одній, а попарно. Вісім 190-мм гармат також розміщувались у двогарматних баштах. Артилерія малого калібру складалась з 16 76,2-мм гармат та двох 47-мм гармат. Крім того, на кораблях були розташовані три 450-ии торпедні апарати.
Силова установка складалась з 22 котлів, розміщених у трьох котельних відділеннях  та двох парових машин потрійного розширення потужністю 20 000 к.с., що забезпечували швидкість у 23 вузли.
Крейсери типу «Піза» мали серйозне бронювання. Броньовий пояс в районі ватерлінії мав товщину у центрі 200 мм, яка поступово зменшувалась до 180 мм і далі до 90 мм. Поверх нього між баштами головного калібру розміщувався верхній пояс товщиною 180 мм. Над ним 160-мм броня каземату прикривала основи башт середнього калібру.
Бойова рубка мала бронювання 180 мм, башти головного калібру - 160 мм, башти середнього калібру - 140 мм. Броньова палуба мала товщину 51 мм.
Під час Першої світової війни з крейсера «Піза» були зняті дві 76,2-мм та шість 47-мм гармат, замість них були встановлені шість 76,2-мм зенітних гармат.
У 1925 році на ньому розмістили гідролітак.